# Замок Кастлтаун

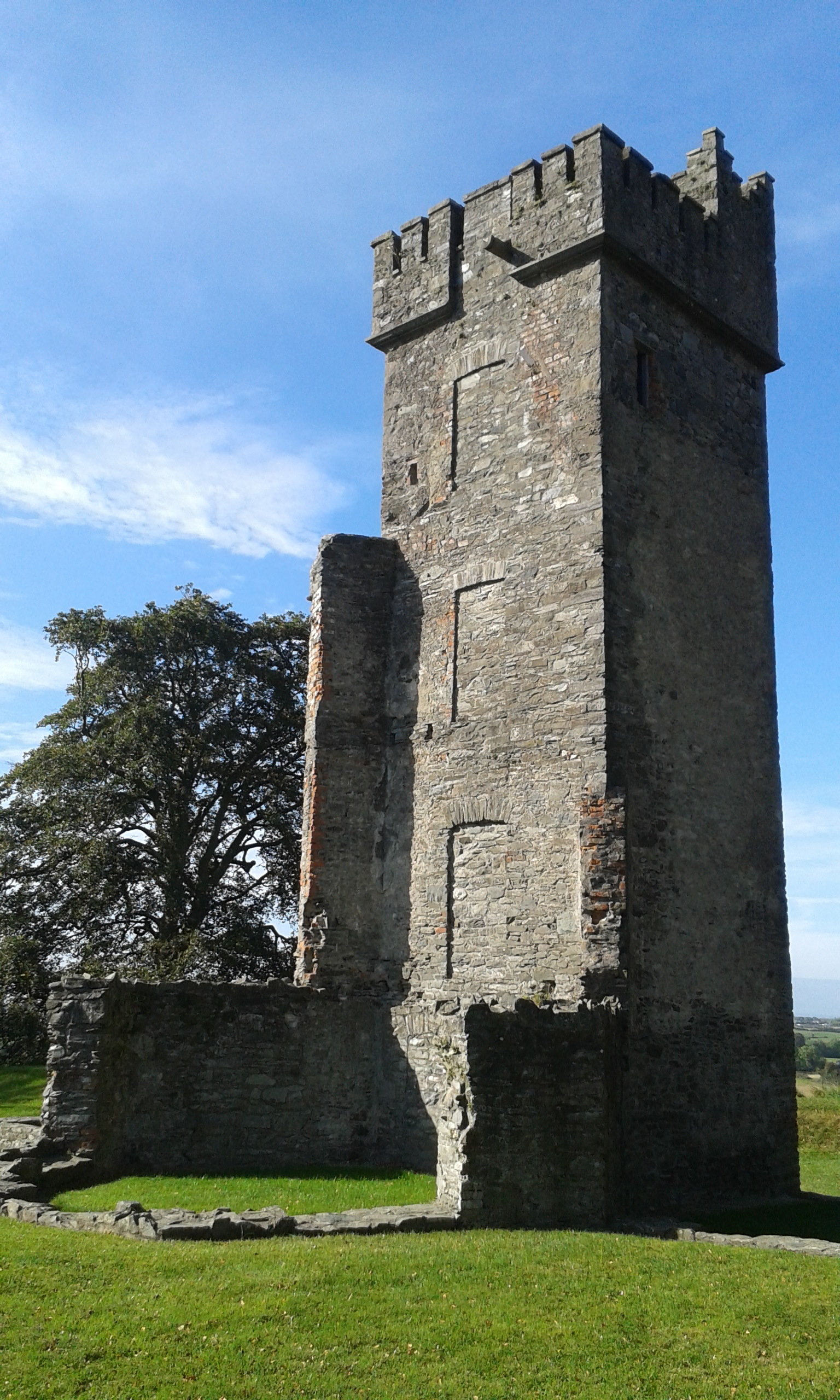
Замок Кастлтаун (замок Кухуліна).

Замок Кастлтаун (англ. Cú Chulainn's Castle, Castletown Motte, Castletown Mount, Byrne's Folly, ірл. Dún Dealgan Motte, Móta Dhún Dealgan) — Замок Кухуліна, замок Дун Делган, Мота Дун Делган — один із замків Ірландії, розташований в графстві Лаут, на північний захід від міста Дандалк. Нині це пам'ятка історії та архітектури Ірландії національного значення.

## Історія замку Дун Делган
На місці нинішнього замку Кастлтаун чи Дун Делган колись ще в часи залізної доби стояла так звана кельтська кругла фортеця — дун. Згідно давніх ірландських легенд саме тут була батьківщина героя Кухуліна — героя епосу «Викрадення бика з Куальнге». Згідно «Літопису Чотирьох Майстрів» тут біля 500 року відбулась велика битва. У давніх літописах цю фортецю називали просто Делга. Дун Делга фортенця стала називатися з 1002 року. Зберігся величезний насип ч то курган з плоскою вершиною висотою 10 м, оточений ровом. Діаметр споруди 97 м.
Час побудови цієї споруди невідомий — це губиться в глибині праісторії. Так званий «Стоячий камінь» датується бронзовою добою. Цей моноліт зберігся в полі недалеко від замку Дун Делган. Біля замку був знайдений вхід до штучної печери (нині заблокований).
Після англо-норманського завоювання Ірландії завойовники використали фортецю для захисту захоплених земель від непокірних ірландських кланів. Нормани побудували тут дерев'яний замок типу «мотт-і-бейлі». Потім ця фортеця була зруйнована і надовго закинута.
У 1780 році місцевий торговець Патрік Берн збудував тут замок у псевдоготичному стилі. Пізніше курган був озеленений і заріс лісом.